# Borda de Castells
La Borda de Castells és una antiga borda del terme municipal de Sarroca de Bellera, del Pallars Jussà, dins de l'antic terme ribagorçà de Benés. Està situada al sud-est del poble de Vilancòs, a la dreta de la Valiri i del torrent Llavener.